# Golconda (Nevada)
Golconda es un lugar designado por el censo en el condado de Humboldt en el estado estadounidense de Nevada.

## Geografía
Golconda se encuentra ubicado en las coordenadas 40°57′12″N 117°29′21″O / 40.95333, -117.48917.